# 강호동
강호동(1970년 7월 14일 ~ )은 대한민국의 씨름 선수 출신 방송 사회자이다.

## 생애
강호동은 1970년 양력 7월 14일에 경상남도 진양군 이반성면 길성리(現 경상남도 진주시 이반성면 길성리)에서 2남 3녀 중 막내로 태어나서 이후 경상남도 마산시(現 경상남도 창원시 마산합포구)로 이주한 후 그곳에서 성장했다.

### 어린 시절
강호동은 어렸을 때부터 덩치가 크고 몸이 매우 우람했다. 중학교 시절 경상도 고향에서 근처 마산상업고등학교(현 마산용마고) 씨름부 선수들과 씨름 대결을 했는데 중학교 2학년이었던 강호동은 고등학교 씨름부원들을 씨름으로 맞붙어 전부 이겼다. 이로 인해 씨름 업계에서 강호동의 이름이 유명세를 탔고, 마산상업고등학교에 입학하자마자 성인 씨름 선수들과 섞여서 같이 씨름 연습을 했다.
싸움 실력이 어마어마해서 당시 강호동은 경상도 마산에서 매우 유명했다.

### 이만기를 잇던 씨름선수
형제들과 달리 덩치가 컸던 강호동은 씨름 선수로 활동하며 1989년 20세에 다시 백두장사 타이틀을 차지한다. 은퇴할 때까지 다시 백두장사 7회와 천하장사 5회로 유명해졌다. 고등학교 재학시절 싸움실력으로 마산 전지역 최강자로 명성을 떨쳤으며, 강호동과 고등학교를 같은 지역에서 다닌 김병지는 본인도 축구선수 골키퍼로 건장하고 단단한 체격임에도 불구하고 강호동의 싸움실력에는 적수가 없다고 평가했다.

### 방송이 본업이 되는 코미디언
은퇴 후 지도자 연수를 준비하다가 이경규의 추천으로 개그맨으로 전업하여 1993년 MBC 특채 개그맨으로 입사한다. 《코미디 동서남북》에서 182cm와 키에 80kg과 몸무게, 어울리지 않는 철없는 연기와 유행어 '행님아~'로 인기를 끌었다. 2002년 유재석, 이휘재, 김한석, 이지연, 임성민 등과 같이 KBS 2TV에서 방송된 《슈퍼TV 일요일은 즐거워》뭐든지 한다 MC대격돌 《공포의 쿵쿵따》코너와 MBC에서 방송된 《강호동의 천생연분》으로 국민 MC에 등극했다. SBS TV의 토크쇼인 《야심만만》등의 예능 프로그램들을 진행했다. KBS 2TV 《해피선데이》의 《1박 2일》과 MBC 《황금어장》의 《무릎팍도사》 SBS 《놀라운 대회 스타킹》 《강심장》  JTBC 《한끼줍쇼》 tvN 《신서유기》 《라끼남》에서 활동했다. 2006년 11월 12일 9살 연하 이효진 씨와 결혼했다. 결혼식의 주례는 같은 경상도 고향 동향 선배이자 그를 방송인이 되게끔 이끌어주었던 개그맨 이경규가 맡아 화제가 되기도 했다. 2009년 3월 13일 《1박 2일》 광양시 매화마을 촬영 중 부인 이효진이 아들 강시후를 출산했다.
1993년 대전 엑스포에서 8시간 동안 쉬지 않고 28,233명과 악수를 해 '악수 오래 하기' 부문에서 세계기록을 세워 대한민국의 연예인 최초로 기네스북에 등재됐다.
그가 1993년 MBC의 특채 개그맨으로 입사한 계기가 바로 이경규다. 당시 인기 개그맨이었던 이경규는 새로운 인재를 물색하던 중 강호동을 발견했다. 개그맨이 되라는 동향 선배인 이경규의 제의를 받아들일까 말까 저울질하던 강호동에게 이경규가 "네가 스타덤에 오르지 못한다면 나도 그만두겠다" 라고 단언해 강호동이 개그맨이 됐다. 당시 이경규의 입지는 연예계에서 대단했으므로 강호동은 이경규를 믿고 따르기로 했던 것이다. 그 영향 때문인지 자신이 진행자가 된 프로그램이 정상에 올랐을 때 과감히 진행 중단을 결정하는 편이다.
강호동이 개그맨 데뷔에 성공하여 스타덤에 오르자 다른 방송국에서도 덩달아 운동선수를 연예인으로 섭외하는 일이 잦았다. 이로 인하여 추성훈, 최홍만, 김연아, 위성미 등 운동선수들이 연예계를 드나드는 일이 잦아지게 됐다.
외식사업으로 육칠팔에 투자하여 경영에도 참여하고 있다. 2011년 9월 세무조사에서 세금과소납부 의혹이 일자 공식 사과하고 연예계 잠정 은퇴를 선언한 바 있으나 2012년 8월 17일 SM C&C와 계약을 해 1년 만에 복귀하였다. 돼랑이(돼지 + 호랑이), 시베리안 야생 수컷 호랑이라는 별명이 있다. 현재 JTBC의 《아는 형님》과 《한끼줍쇼》, tvN의 《신서유기》 tvN의 《라끼남: 라면 끼리는 남자》 등에 출연 중이다.

## 학력
- 산호국민학교 (졸업)
- 마산동중학교 (전학)
- 마산중학교 (졸업)
- 마산상업고등학교 (졸업)
- 대한체육과학대학 (경기지도학 / 중퇴)

## 논란

### 세금 탈세 의혹
2011년 9월에 강호동은 세무조사를 받았으며 수억 원대의 추징금을 부과받았으나 무혐의 처분되었다. 이와 관련, 강호동 소속사 측은 “강호동 담당 세무사가 세무신고를 하는 과정에서 약간의 착오가 있었다. 추징된 금액도 수십억 원이 아닌 수억 원이고 세금을 내지 않은 사실은 의도적인 일이 아니다. 앞으로 세금납부를 성실히 하겠다.”라고 공식입장을 밝혔다.
그러나 강호동에 대한 비난 여론이 거세게 일었으며, 다음 아고라에서는 강호동 방송 퇴출 서명 운동까지 벌였다. 이런 여론에 힘입어 한 시민은 2011년 9월 7일 서울중앙지검에 강호동의 탈세 행위에 대해 철저한 조사를 요구하며 고발장을 제출했다. 그러나 통상적으로 국세청이나 세무서는 사기, 이중장부 작성 등 기타 부정한 행위 등 고의적으로 세금을 탈루했을 경우 범법행위로 검찰에 고발하게 되고 검찰이 기소해 유죄판결을 받으면 조세범이 되는 것이다. 만약 세무신고상의 착오나 장부기재 금액을 누락했을 경우에는 세금을 적게 낸 부분에 대해 세금을 추징하는 조치를 내리는데 이는 고의성이 적거나 범죄로 보기 어려울 경우에 이뤄지는 조치이다. 강호동은 이 경우에 속했지만, 여론이 그를 일방적인 범죄자로 몰아간 마녀사냥식 비난이 한꺼번에 쏟아졌다.

2011년 9월 9일 강호동은 서울가든호텔에서 긴급 기자회견을 열고 잠정 은퇴를 발표했다. 기자회견장에서 
| “ | 안녕하세요? 강호동입니다. 최근 세금과 관련한 불미스러운 문제로 국민 여러분들께 심려를 끼쳐 드린 점 이 자리를 빌려 다시 한번 진심으로 사죄드립니다. | ” |

로 말문을 연 강호동은 이어 
| “ | 저는 젊어서 씨름을 했습니다. 씨름선수 시절 국민 여러분의 응원으로 천하장사까지 오를 수 있었습니다. 그리고 연예인이 되어 다시 시청자 여러분들의 분에 넘치는 응원과 관심 속에 지금 많은 프로그램의 MC라는 자리에 오를 수 있었습니다. 여러분의 사랑이 없었다면 지금의 강호동이도 있을 수 없다는 것을 너무나도 잘 알고 있습니다. 그러한 제가 여러분들의 사랑에 실망을 드렸습니다. 최근에 벌어진 세금 문제는 그 이유를 막론하고 어쨌든 관리를 철저하게 하지 못한 제 불찰이고 제 잘못입니다. 그리고 그에 따른 국민 여러분의 실망과 분노가 얼마나 큰 것인지 지금 이 순간에도 뼈저리게 느끼고 반성하고 있습니다. | ” |

라고 말했다.

이어서 
| “ | 저는 연예인이라는 직업을 가진 사람입니다. TV를 통해 시청자분들께 웃음과 행복을 드려야 하는 것이 저에게 주어진 의무이자 명령입니다. 그런데 제가 지금과 같은 상황에 어찌 뻔뻔하게 TV에 나와 얼굴을 내밀고 웃고 떠들 수 있겠습니까? 제 얼굴을 본들 시청자 여러분들께서 어찌 마음 편히 웃을 수 있겠습니까? 그리하여 저는 이 자리를 빌려 시청자분들께 다음과 같이 제 결심을 말씀드리려고 합니다. 저 강호동이는 이 시간 이후로 연예계를 잠정 은퇴하고자 합니다. 저 무식한 강호동이가 몇날 며칠을 고민하고 내린 결론입니다. | ” |

라고 울먹이며 말했다.

또, 그는 
| “ | 저는 젊어서는 씨름 밖에 몰랐고 그 위에 방송 밖에 모른 채 여기까지 달려왔습니다. 자숙의 시간 동안 비단 세금 문제 뿐만 아니라 정신없다는 핑계로, 바쁘다는 핑계로 제가 그동안 놓치고 살아온 건 없는지 또한 초심을 잃고 인기에 취해 오만해진 건 아닌지 찬찬히 제 자신을 돌아보도록 하겠습니다. 그리고 제가 현재 진행하고 있는 프로그램은 제작진과 상의를 통해 최대한 방송국과 시청자 여러분들을 위해 피해가 가지 않는 방향으로 조율을 하여 하차 시기를 정하도록 하겠습니다. 마지막으로 다시 한 번 국민 여러분에게 심려를 끼쳐 드린 점 사죄드리며 저는 지금 떠나지만 시청자 여러분들에게 지금껏 받은 분에 넘치는 사랑, 절대 잊지 않고 감사하며 살겠습니다. 감사합니다. | ” |

라는 말을 남기고 취재진들에게 인사를 올린 뒤 자리를 떠났다.
강호동의 은퇴 선언에 대해 방송가에서는 예상보다 빨리 너무도 극단적인 선택을 했다는 반응들이 주를 이루고 있다. 그의 연예계 퇴출 운동을 벌였던 네티즌들조차 당황한 기색이다. “도를 넘은 마녀사냥으로 희생양을 만든 게 아니냐”는 자성의 목소리까지 생겨났다. 강호동이 세금 과소 납부 문제가 불거진 지 불과 4일 만에 잠정 은퇴라는 선택을 한 이유에 대해 잘 아는 연예계 관계자들과 지인들은 “강호동다운 결정”이라고 말했다.
강호동은 잠정 은퇴를 선언하고 자신이 출연 중인 모든 프로그램에서 하차하였다. KBS 2TV 《해피선데이-1박 2일》은 5인 체제로 바뀌었고 김승우, 성시경, 주원, 차태현이 새멤버로 영입하였다. SBS《강심장》은 이승기 단독체제로 바뀌었으나 하차하고, 신동엽, 이동욱 체제로 바뀌었다. SBS《놀라운 대회 스타킹》은 붐과 이특, 박미선 3인 MC 체제로 바뀌었다. MBC《황금어장 - 무릎팍도사》는 향후 대책 없이 폐지되고 《라디오스타》만 현재까지 유일하게 방영하고 있다.
이 후 2011년 9월 20일, 강호동이 2009년과 2011년 두 차례에 평창군에 토지를 매입한 사실이 밝혀졌다.
잠정은퇴 이후 강호동은 추징금 전액을 모두 납부했으며 자숙의 시간을 갖다가 2011년 12월 17일, 검찰이 강호동 탈세혐의에 대해 각하 결정을 내렸다. 이경규와의 만남이 포착돼 연예계 복귀임박이 추측되기도 했으며 외식사업도 확장하였다. 2012년 2월 16일에는 치킨678 브랜드로 사업설명회를 개최하였으며 방송이 아닌 외식사업을 통해 복귀 수순을 밟았다. 2012년 4월 8일 올라이즈 밴드 멤버 우승민의 결혼식을 시작으로 공식석상에 모습을 드러냈으며, 이어 4월 11일에는 서울특별시 강남구 압구정동 한 투표소에 모습을 드러냈다. 그리고 1달 후인 2012년 5월 20일 정준하 결혼식에서도 모습을 드러내 강호동이 복귀를 준비중 인게 아니냐는 추측이 나왔었다. 그러다가 2012년 8월 17일 SM C&C와 계약하고 복귀를 선언했다.

### 평창 땅 투기 의혹
강호동은 지난 2009년과 2011년 두 차례에 평창에 토지 매입한 의혹을 받고 있다. 이에 강호동의 소속사 측은 "평창에 땅을 구입한 것은 사실"이라면서도 "절대로 투기가 아닌 투자 목적이다. 금융과 부동산으로 분산해 자산 관리를 하는 측면에서 매입한 것이다"라고 해명했다.
그러나 전문가와 현지 부동산 업자들의 평가가 엇갈렸다. 입지적으로 볼 때는 평창 동계올림픽 선수촌 역할을 할 수 있는 리조트 바로 앞에 위치해 가치가 큰 것으로 평가됐지만, 현지 부동산 업자들의 의견은 달랐다. 현지 부동산 업자들은 "강호동이 구입한 땅은 맹지(도로에서 멀리 떨어져 출입로가 없는 땅)이라며 도로와 인접했다면 큰 가치가 있는 땅이지만, 현재로서는 아무 것도 못하는 땅"이라며 "왜 샀는지 모르겠다"고 부정적인 반응을 보였다.
원래는 농사길이 있었지만, 인근 리조트에서 조망권 때문에 길을 열어주지 않아 맹지가 됐고, 결과적으로 사는 사람이 큰 피해를 보기 때문에 거래가 어려울 정도로 묶인 땅이 됐다는 것과 또 "강호동이 현지 부동산 관계자가 아닌 외부 부동산 관계자와 거래를 한 것으로 보이는데, 판 사람이 맹지라는 것을 감추고 팔아 지금까지 모르고 있다가 이번에 알게 됐을 수도 있다"고 현지 부동산 업자가 전했다.
이에 일부에서는 "강호동이 부동산 사기를 당한 것이 아니냐"는 추측도 나오는 상황이다. 앞서 한 보도에 따르면 강호동은 2009년과 2011년 두 차례에 걸쳐 평창 일대의 토지 2만여m2(20억 상당)를 매입했다. 평창은 2018년 동계 올림픽이 치러진 곳으로 땅 값이 급등하며, 투기 논란이 불거졌다.

### 사망설 루머 논란
2011년 11월 16일, 한 네티즌이 트위터에 ‘오늘 오전 강호동 자택에서 숨쉰 채 발견’이라고 게시물을 올리면서 시작됐다. 이 네티즌은 ‘숨진 채’를 장난스럽게 ‘숨쉰 채’로 바꾸고 속보 용어인 ‘1보’를 인용해 글을 작성했다. 많은 네티즌들은 강호동이 숨졌다고 판단, 이 글을 급속히 퍼뜨렸고 급기야 포털사이트 실시간 검색어 순위 상위권에 강호동이 올라오기도 했다.
대다수 네티즌들은 ‘어떻게 사람의 목숨을 가지고 장난을 칠 수 있나’, ‘본인과 가족들이 얼마나 놀랐겠나’ 등 질타의 목소리를 높이고 있다. ‘SNS를 불편해하는 세력이 일부러 이런 일을 벌이는 것 같다’, ‘SNS를 온갖 괴담의 진원지로 만드려는 세력이 있다’ 등 잇따른 유명인 사망설 배후에 SNS를 압박하려는 특정 세력이 있다는 주장이 제기되기도 했다.
한편 강호동의 사망설이 터지기 전인 11월 14일, 가수 이효리 또한 같은 방식으로 사망설이 터졌고, 그 다음날인 11월 15일, 이건희 삼성전자 회장 역시 사망설이 난데없이 올라와 인터넷이 홍역을 치렀다.

### 야쿠자 연루설 논란
강호동은 지난 1988년 고교 씨름선수로 활동할 당시 국내 폭력 조직과 일본 야쿠자가 결연을 맺는 자리에 참석했다고 한다. 이 같은 사실이 2011년 12월에 뒤늦게 알려지자 강호동 측은 언론매체를 통해 "강호동은 당시 재일교포 위문 씨름대회에 참가했다가 단장인 김학용을 따라 식사만 했을 뿐이다"라며 "그 자리가 어떤 자리인지 알지 못했다"고 해명했다. 이어 "스승을 따라가 밥 먹은게 전부인데 무슨 야쿠자 연류냐. 고 3이 무얼 알겠냐"며 "마치 조폭과 연루가 됐다는 식으로 보도돼 너무 유감이다"라고 주장했다.
이 같은 소식을 접한 많은 네티즌들 역시 “시청자 끌어 들이기 위한 낚시질인가”, “수준을 알겠다”, “그 당시 강호동은 고등학생인데 뭘 알겠냐?” 등 강하게 비판했고 지상파 PD들 또한 당사자 보다 더욱 분노하고 나섰다.

### 프로그램 진행 중 발생한 동물학대로 인해 처음 고발을 당함
본인(강호동)이 메인 MC로 활동한 SBS 《놀라운 대회 스타킹》 2008년 12월 20일 방영분에 출연했던 진돗개 신덕이를 프로그램 연출을 위해 학대했다는 이유 탓인지 담당 연출자 서혜진 PD, 배종표 진도견협회 훈련소장과 함께 2008년 12월 22일 한국동물보호연합으로부터 동물학대 혐의로 양천경찰서에 고발당했고 이 과정에서 강호동은 프로그램 진행 중 발생한 동물학대 때문에 고발당한 첫 번째 사례라는 불명예를  안아야 했다.

## 연예 활동

### 쇼·버라이어티

#### 현재 방송중인 프로그램
- 2015년~: JTBC 《아는 형님》
- 2025년~: KBS 2TV 《공부와 놀부》

#### 종영 프로그램
- 1990년 KBS 《자니윤쇼》
- 1992년 SBS 《자니윤이야기쇼》
- 1993년 5월 31일 MBC 《코미디 동서남북》(첫 방송 데뷔)
- 1993년 MBC 《도전 추리특급 - 93대전엑스포특집》
- 1993년 MBC 《93MBC천하여장사씨름대회》
- 1994년 KBS 《가족오락관》
- 1994년 MBC 《콤비콤비 - 나이스보이스》
- 1994년~1995년 MBC 《오늘은 좋은날》[12]
- 1994년 MBC 《토요일 토요일은 즐거워 - 캐럴메들리》
- 1994년 MBC 《토요일 토요일은 즐거워 - 두동이의 스타탐방/더블카메라》
- 1995년 MBC 《콤비콤비 - 약속을 지켜라》
- 1995년 MBC 《95개그맨가요제》
- 1995년 MBC 《스타예감》
- 1995년 MBC 《인기가요 BEST 50 》
- 1995년 MBC 《일요일 일요일 밤에》
- 1996년 MBC 《코미디 테마극장》
- 1996년 MBC 《스타가요제전》
- 1996년~1997년 SBS 《기쁜 우리 토요일》
- 1996년 MBC 《토요일 토요일은 즐거워 - 스타스페셜》
- 1996년 SBS 《폭소하이스쿨 - 반성문 쓰는 아이들》
- 1997년 KBS 《열려라 코미디 - 어머니/내겐 너무 이쁜당신/맨발의 청춘》
- 1998년 SBS 《천일야화 - 개그맨》
- 1998년 KBS 《코미디 세상만사 - 사미인곡/이 밤의 끝을 잡고》(이상 게스트)
- 1998년 KBS 《세바구니의 행복 - 나의 살던 고향은》
- 1998년 KBS 《슈퍼TV 일요일은 즐거워 - 팔도 영상가요》
- 1998년 KBS 《슈퍼TV 일요일은 즐거워 - 캠퍼스 영상가요》
- 1998년 KBS 《한가위 MC 청백전》
- 1998년~1999년 KBS 《비디오 추적 놀라운 TV》
- 1999년 KBS 《자유선언! 오늘은 토요일 - 무한대결999》
- 1999년 KBS 《감성채널 21》
- 1999년~2000년 KBS 《슈퍼 TV 일요일은 즐거워》 - 새천년 릴레이 슈퍼도미노
- 2000년 KBS 《자유선언! 오늘은 토요일 - 강호동의 초전박살》
- 2000년 KBS 《슈퍼 TV 일요일은 즐거워 - 99초 스탠바이 큐》
- 2000년 채널F 《강호동의 닥터쿡》
- 2000년 채널F 《강호동의 파워쿠킹》
- 2001년 KBS 《슈퍼 TV 일요일은 즐거워 - 무한대결 2002》
- 2001년 KBS 《슈퍼 TV 일요일은 즐거워 - 돌격 앞으로》
- 2001년 KBS 《테마쇼 인체여행》
- 2002년 KBS 《슈퍼 TV 일요일은 즐거워 - MC 대격돌》
- 2002년~2003년 MBC 《강호동의 천생연분》
- 2002년~2004년 SBS 《뷰티풀 선데이》
- 2003년 KBS 《추석특집 - 빅 스타, 이런모습 처음이야》
- 2003년 SBS 《소원성취 토요일》
- 2003년~2006년 SBS 《실제상황 토요일》
- 2003년~2008년 SBS 《야심만만》
- 2004년~2005년 MBC 《실험쇼, 진짜? 진짜!》
- 2004년~2007년 SBS 《일요일이 좋다 - X맨[7,24,45기]》
- 2005년 MBC 《대통령과 함께하는 드림!드림!드림!》
- 2006년 KBS 《설특집 스타 대격돌》
- 2007년~2011년, 2012년~2015년 SBS 《놀라운 대회 스타킹》
- 2007년~2011년, 2012년~2013년 MBC 《황금어장 - 무릎팍도사》
- 2007년 KBS2 《해피선데이 - 준비됐어요》
- 2007년~2011년 KBS2 《해피선데이 - 1박 2일》
- 2007년 KBS 《두뇌왕 아인슈타인》
- 2008년~2009년  SBS * 2009년 SBS 《야심만만 2》
- 2013년 KBS 《달빛 프린스》
- 2013년~2016년 KBS2 《우리동네 예체능》
- 2013년 SBS 《일요일이 좋다 - 맨발의 친구들》
- 2014년 SBS 《열창클럽 썸씽》
- 2014년 MBC 《별바라기》
- 2015년 KBS2 《투명인간》
- 2015년~2016년 SBS《스타킹》
- 2015년 tvN 《신서유기》
- 2015년~2016년 JTBC 《마리와 나》
- 2016년 JTBC 《쿡가대표》
- 2016년 tvN 《신서유기 2》
- 2016년 JTBC 《천하장사》
- 2016년 tvN 《한식대첩 시즌4》
- 2016년~2020년 JTBC 《한끼줍쇼》
- 2017년 tvN 《신서유기 3》
- 2017년 MBN 《내 손안의 부모님》
- 2017년 tvN 《신서유기 4》
- 2017년 tvN 《수상한 가수》
- 2017년 tvN 《섬총사》
- 2017년 tvN 《강식당》
- 2018년 OLIVE 《토크몬》
- 2018년 E채널 《태어나서 처음으로》
- 2018년 tvN 《대탈출》
- 2018년 tvN 《섬총사2》
- 2018년 tvN 《하나의 목소리 300》
- 2018년 tvN 《신서유기 5》
- 2018년 tvN 《신서유기 6》
- 2018년 tvN 《아모르파티》
- 2018년 SBS 《가로채널》
- 2019년 OLIVE 《모두의 주방》
- 2018~2019년 SBS PluS 《외식하는 날 시즌1》
- 2019년 tvN 《대탈출 시즌2》
- 2019년 tvN 《300 엑스투》
- 2019년 E채널 《베이비캐슬》
- 2019년 채널A 《굿피플》
- 2019년 tvN 《강식당 시즌2》
- 2019년 tvN 《강식당 시즌3》
- 2019년 tvN 《V-1》
- 2019년 TV조선 《부라더시스터》
- 2019년 sky Drama 《위플레이》
- 2019년 tvN 《신서유기 7》
- 2019년 MBN 《보이스퀸》
- 2019년 tvN 《라끼남: 라면 끼리는 남자》
- 2019~2021년 채널A 《아이콘택트》
- 2020년 OLIVE 《호동과 바다》
- 2020년 tvN 《대탈출 시즌3》
- 2020년 SBS FiL 《외식하는 날 시즌2》
- 2020년 NQQ 《위플레이 시즌2》
- 2020년 tvN 《신서유기 시즌8》
- 2020~2021년 MBN 《더 먹고 가(家)》
- 2020년~2021년: SBS 플러스 《밥은 먹고 다니냐 - 강호동의 밥심》
- 2021년 MBN 《보이스킹》
- 2021년~2021년: tvN 《대탈출 시즌 4》
- 2021년~2022년: MBC 에브리원 《맘마미안》
- 2022년~2022년: tvN 《올 탁구나!》
- 2022년~2022년: 채널A 《슈퍼 DNA-피는 못 속여》

### 웹예능
- 2022년 유튜브 《라면꼰대2》

#### 중도 하차한 프로그램
- 2007년~2011년 KBS 《해피선데이》 - <1박 2일>
- 2009년~2011년 SBS 《강심장》

### 드라마/시트콤
- 1992년 SBS 일요아침드라마《사랑의 풍차》(특별출연)
- 1995년 MBC 월화드라마 《호텔》(특별출연)
- 1997년 MBC 일일시트콤 《남자셋 여자셋》(특별출연)
- 2002년 MBC 일일시트콤 《논스톱 3》(특별출연)
- 2005년 KBS2 일일시트콤 《올드미스 다이어리》(특별출연)
- 2016년 JTBC 금토드라마 《이번주, 아내가 바람을 핍니다》(특별출연)

### 뮤지컬
- 1995년 CMI, 뮤직 투어즈 한미합작 어린이 뮤지컬 《오즈의 마법사》(나레이터역)

### 광고
- 일양약품 아진탈포르테, 원비, 원비디, 영비천(1989~1992, 2003) - 김성원과 공동출연
- 해태제과 끄레뻬(1993) - 이휘재와 공동출연
- 팔도 김치맵시면(1993)
- 서울우유협동조합 슈레드 피자치즈(1993)
- 해태유업 밀코 엘리트 우유(1994) - 김영대(포동이)와 공동출연
- 롯데제과 빙빙바, 고드름(1994)
- 상아앤드참 그린터치 (1994)
- 신일산업 신일선풍기(1994)
- 팔도 비빔면, 팔도 냉면(1994) - 개그맨 서승만과 공동출연
- 한성기업 한성젓갈(1994) - 정재순과 공동출연
- 현대자동차 포터(1994~1995) - 지면광고
- 웅진출판 아이큐탑(1995) - 김영대(포동이)와 공동출연
- 경남도청 QC마크(1995) - 김영대(포동이)와 공동출연
- 해태유업 밀코 비피다스 엘리트(1995)
- 해태제과 넙적바(1995) - 김영대(포동이)와 공동출연
- 상아제약 제노킨(1995~1996) - 이홍렬과 공동출연
- 세진컴퓨터랜드(1995~1996)
- 화남산업 동동식혜(1995) - 김영대(포동이)와 공동출연
- 성보화학 슈퍼유나니(1996) - 지면광고
- JW중외제약 화콜에프(1996) - 김원희와 공동출연
- 축협, 한국유가공협회, 농림부 우유마시기 공동캠페인(1997) - 하일, 이참, 이다 도시와 공동출연
- 웅진식품 아침햇살(1999) - 김국진과 공동출연
- 농심 츄파춥스(1999)
- 정보통신부·한국정보문화센터 이동전화통신예절캠페인(1999) - 유재석, 정선희, 홍진경과 공동출연
- 롯데건설 금호동 롯데아파트(1999)
- GS칼텍스 시그마6(2000) - 최진실과 공동출연
- 유유후마킬라 베이프(2000) - 김선화와 공동출연
- 대원제약 트리겔(2000) - 지면광고, 라디오광고
- 해태음료 써니텐(2002) - 유재석, 이휘재, 김한석과 공동출연
- 매일유업 뼈로가는 칼슘두유 두유&검은깨(2002~2003) - 박지빈(2002), 김희애(2002)와 공동출연
- 무학 화이트, 매실마을(2003)
- 일양약품 원비디(2003)
- 엠파스(2003)
- 아노니 아노니 후레쉬(2004) - 김해영과 공동출연
- 해태아이스크림 젤루조아(2005) - 유재석과 공동출연
- 아트라스BX 아트라스 배터리(2005)  - 지면광고, 라디오광고
- 나래텔레콤 00321팍팍요금제(2007)
- 오뚜기 백세카레면(2008)
- 일동인터내쇼날 둘둘치킨(2008)
- 굿지앤 강호동브랜드(2008~2016)
- 교원구몬 구몬학습(2008) - 올라이즈 밴드, 유세윤과 공동출연
- 삼성테스코 홈플러스(2009) - 이수근, 김C, 은지원, MC몽, 이승기와 공동출연
- 진로 동의보감 복분자(2009~2010)
- 동원F&B 쎈쿡(2009~2010)
- 한국케이블tv방송협회 디지털케이블tv(2009~2010) - 윤상현과 공동출연
- 신한금융그룹 기업 PR(2010) - 유재석과 공동출연
- 오리온 닥터유 튀기지 않은 도넛, 가벼워지는 99바(2010) - 나레이션으로 출연
- 낙농자조금관리위원회 우리 흰 우유(2010) - 올라이즈 밴드, 유세윤과 공동출연
- 동원F&B 개성 왕만두(2011)
- 삼성테스코 홈플러스(2011) - 아이유, 올라이즈 밴드와 공동출연
- 명인제약 이가탄F(2011, 2013~2015) - 송해, 백일섭, 윤미라와 공동출연
- 비젼코베아(2011) - 이수근과 공동출연
- 홈초이스 디지털케이블VOD(2011)
- 롯데하이마트 김치냉장고대전(2016)
- 에스제이더블유인터내셔널 시원스쿨(2016~2018) - 유재석, 황신혜, 정시아, 이시원 강사와 공동출연
- 동원F&B 개성왕새우만두, 심야식당(2017)
- 비씨디플랫폼 배고파(2018) - 가수 진달래와 공동출연
- 아토세이프 쉬슬러, 덴티본조르노(2019~)
- 팩토리얼홀딩스 푹잠(2019)
- 코리아세일페스타(2019)
- 이엔피게임즈 천하장수 유비전(2019) - 지면광고
- 엔케이365쌩쌩(2019~) - 지면광고
- 농심 안성탕면(2019~)
- 종근당건강 머슬파워, 프로틴맥스, 천관보(2020~)
- 코리아세일페스타(2020)
- 하이트진로 진로(2020) - 이수근, 김희철과 공동출연
- 기적의 검(2021)
- 야놀자 (2022)
- 동국제약 카리토포텐(2024) - 김성주와 공동출연
- 비지 세이비어(2024)

### 홍보대사
- 1997년 경상남도 제78회 전국체육대회 홍보대사
- 2001년 문화관광부 한국방문의해 명예홍보사절
- 2001년 아시아나항공 명예홍보위원
- 2002년 김밥천하 사외이사
- 2003년~육칠팔 홍보이사
- 2003년 2005 울진세계친환경농업엑스포 홍보대사
- 2004년 아이템베이 홍보이사
- 2005년 호동F&C 홍보이사
- 2008년~경상남도 남해안시대 친선홍보대사
- 2008년 서울대어린이병원 1004바이러스 캠페인 홍보대사
- 2009년 세계씨름연맹 홍보대사
- 2009년 강남세무서 일일명예민원봉사실장
- 2009년 아이템베이 홍보대사
- 2010년 보건복지부 휴먼네트워크 홍보대사
- 2010년 경상남도 제91회 전국체육대회 명예홍보대사
- 2010년 농림수산식품부 우유소비촉진 홍보대사
- 2012년 한국코카콜라 코-크 레드리본 프렌즈 홍보대사[13]

### 음반
- 《호동이와 포동이의 겨울이야기》(1995년)
- 《Oh! Happy Day 호동&채은 X-mas 추억만들기》(2006년 12월 15일)
- 《1분 전 (Feat. 정은지)》(2014년 8월 12일)
- 복을 발로 차버렸어 《kicked my luck off - SM STATION 강호동&홍진영》(2019년 2월 12일)

## 수상 경력

### 운동 수상
| 연도       | 수상 내역 |
| ---------- | --- |
| 1987년데뷔 | - 1988년제전국회장기우승 - 제17회회장기쟁탈전국장사씨름대회 장사급 준우승 |
| 1989년     | - 제16회 천하장사씨름대회 2품 - 제17회 천하장사씨름대회 2품 - kbs부산홀제44회전국장사체급별장사씨름대회백두장사 - 제46회전국장사씨름대회청룡군백두장사준우승 |
| 1990년     | - 제18회 천하장사씨름대회제47회겸전국장사씨름대회동시에백두장사v우승 - 제48회 전국체급별장사씨름대회준우승황대웅 - 제19회 천하장사씨름대회 우승 - 제50대 전국장사씨름대회 2품이만기백두장사우승 - 제49대 전국장사씨름대회백두장사 우승황대웅 - 제51회 전국장사씨름대회 2품임종구우승 - 제20회 천하장사씨름대회 천하장사 |
| 1991년     | - 제54회kbs부산전국체급별장사씨름대회 백두장사 - 제21회 천하장사씨름대회 천하장사 2품 1991년9월22일천하장사씨름대회제59대백두장사겸장사씨름대회2품 - 제23회9월23일천하장사씨름대회 우승 4번째 - 제55대kbs태백홀백두장사씨름대회 우승 - 제56대마산체육관백두장사씨름대회 우승 - 제57대이리체육관백두장사씨름대회 우승    |
| 1992년     | - 제24회 천하장사씨름대회 천하장사통산5회 우승 - 제63회 전국장사씨름대회2품 1992년4월19일제63대전국장사씨름대회2품 은퇴함 |
| 2013년     | - 제1회 김천 국제 마스터스 다이빙 대회 특별상 |

### 방송 수상
- 방송 3사 연예대상 최초 그랜드슬램 달성 (연예대상 최초 그랜드슬램)

- 백상예술대상 사상 최초로 예능인이 TV부문 대상 수상

| 연도   | 수상 내역 |
| ------ | --- |
| 1994년 | - 제4회 MBC 방송대상 우수상 (코미디 부문) |
| 1995년 | - TV저널 올해의 스타상 최우수상 (코미디언 부문) - 제1회 MBC 코미디대상 최우수상 |
| 1998년 | - 제5회 대한민국 연예예술상 신세대희극연기상 |
| 2002년 | - 제2회 MBC 방송연예대상 최우수상 (진행자 부문) |
| 2003년 | - 제11회 SBS 연기대상 특별상 (TV MC 부문) - 제39회 백상예술대상 TV 예능상 (남자 부문) |
| 2005년 | - 제13회 SBS 연기대상 특별상 (TV MC 부문) |
| 2006년 | - 제6회 MBC 방송연예대상 엽기분장상 |
| 2007년 | - 제1회 SBS 연예대상 대상 |
| 2008년 | - 제20회 한국PD대상 TV진행자 부문 상 - 제44회 백상예술대상 TV 부문 대상 (예능인 최초 대상) - 2008년 빛낸 창조적 엔터테인먼트 50人 中 1人 - 제9회 2008년 대한민국 영상대전 포토제닉상 (예능 MC 부문) - 제7회 KBS 연예대상 대상 (3년 연속 대상) - 제8회 MBC 방송연예대상 대상 |
| 2009년 | - 제8회 KBS 연예대상 대상 (KBS 연예대상 최초 2년 연속 대상) |
| 2010년 | - 제4회 SBS 연예대상 예능 10대 스타상 - 제4회 SBS 연예대상 대상 |
| 2013년 | - 제7회 SBS 연예대상 프로듀서상 (TV MC 부문) - 제12회 KBS 연예대상 중고신인상 |
| 2020년 | - 2020 제11회 대한민국 대중문화예술상 대통령 표창 |
| 2022년 | - 2022 제1회 청룡 시리즈 어워즈 남자 예능인상 |

## 가족 관계
- 배우자: 이효진 (1979년~)
  - 아들: 강시후 (2009년~)

## 같이 보기
- 유재석
- 이경규
- 송해
- 이수근
- 은지원
- 이승기
- 김종민
- 신동엽
- 김제동
- 박명수
- 노홍철
- 정형돈
- 유세윤
- 우승민
- 지상렬
- 김구라
- 김국진
- 박수홍
- 이휘재
- 신정환
- 남희석
- 김한석
- 이혁재
- 이윤석
- 서경석
- 김희철
- 서장훈
- 김영철
- 이상민
- 민경훈
- 규현
- 피오
- 안재현
- 송민호
- 나영석
- 유호진
- 이명한
- MC몽
- 황광희
- 정준하
- 하하
- 송은이
- 이창명
- 이만기
- 이봉걸
- 이승삼
- 박광덕
- 임하룡
- 이병헌
- 김혜수
- 김종국

## 특이사항
- 황정민과는 중학교 1학년시절 같은 반이었다.
- 송해가 살아생전에는 송해와는 정말로 친분이 깊었다. 전국 노래자랑에서 1박 2일 팀 멤버들과 함께 송해에게 큰 절을 올린 적이 있으며 송해의 장례식 때 최양락 등과 같이 송해의 영구를 운구했다.
- 강호동의 뛰어난 싸움실력을 동갑내기 코미디언인 박명수가 개그 소재로 활용하고 있다. 주로 박명수가 강호동이 무서워서 벌벌 떠는 기믹이다.
- 고등학교 시절 마산 전체에서 김병지와 더불어 싸움을 제일 잘하는 사람이었다.
- 서장훈과는 동일한 운동선수 출신 연예인이라는 공통점이 있어서 사적으로 매우 친하며 방송에서도 죽이 굉장히 잘 맞는다. 아는 형님에 같이 출연했다.
- 1992년 씨름선수 시절에는 부업이던 방송인을 본업으로 활동을 시작하던 시절엔 TV방송 주말 프로그램에서 고정 코너로 대학생들이 학내에 준비된 무대를 올라와 장기 자랑을 하는데 고정MC로 진행을 했었다. 그 때 한 여대생이 강호동의 점을 봐준다고 해놓고 "당신은 이런 곳에 있으면 안될 사람이며 여자들이 많고 여자들이 떠받들어 주는 곳에 있어야 할 사람"이라는 운명이다고 심각하게 말해서 강호동이 싱글벙글한다. 그리고는 갑자기 그 여대생이 《씨름과 노래》를 대회 중계에서 시합장의 측면에 서서 여성 합창으로 항상 보여주는 몸짓과 민요풍 창법으로 불러서 모두를 제대로 웃겼다.
- 1993년 대전 엑스포에서 8시간 동안 쉬지 않고 28,233명과 악수를 해 악수 오래하기 부문에서 세계기록을 세워 대한민국의 연예인 최초로 기네스북에 등재되었다.
- 강호동 본인이 아버지 이상으로 모시는 스승이 2명이 있다. 한 명은 김학용 씨름 감독이며 다른 한 명은 자신을 코미디언으로 인도해 준 이경규이다.